# فرانك وليامز (مهندس معماري)
فرانك وليامز (بالإنجليزية: Frank Williams)‏ هو مهندس معماري أمريكي، ولد في 14 ديسمبر 1936 في أشبورن في الولايات المتحدة، وتوفي في 25 فبراير 2010 في نيويورك في الولايات المتحدة.

## معرض صور

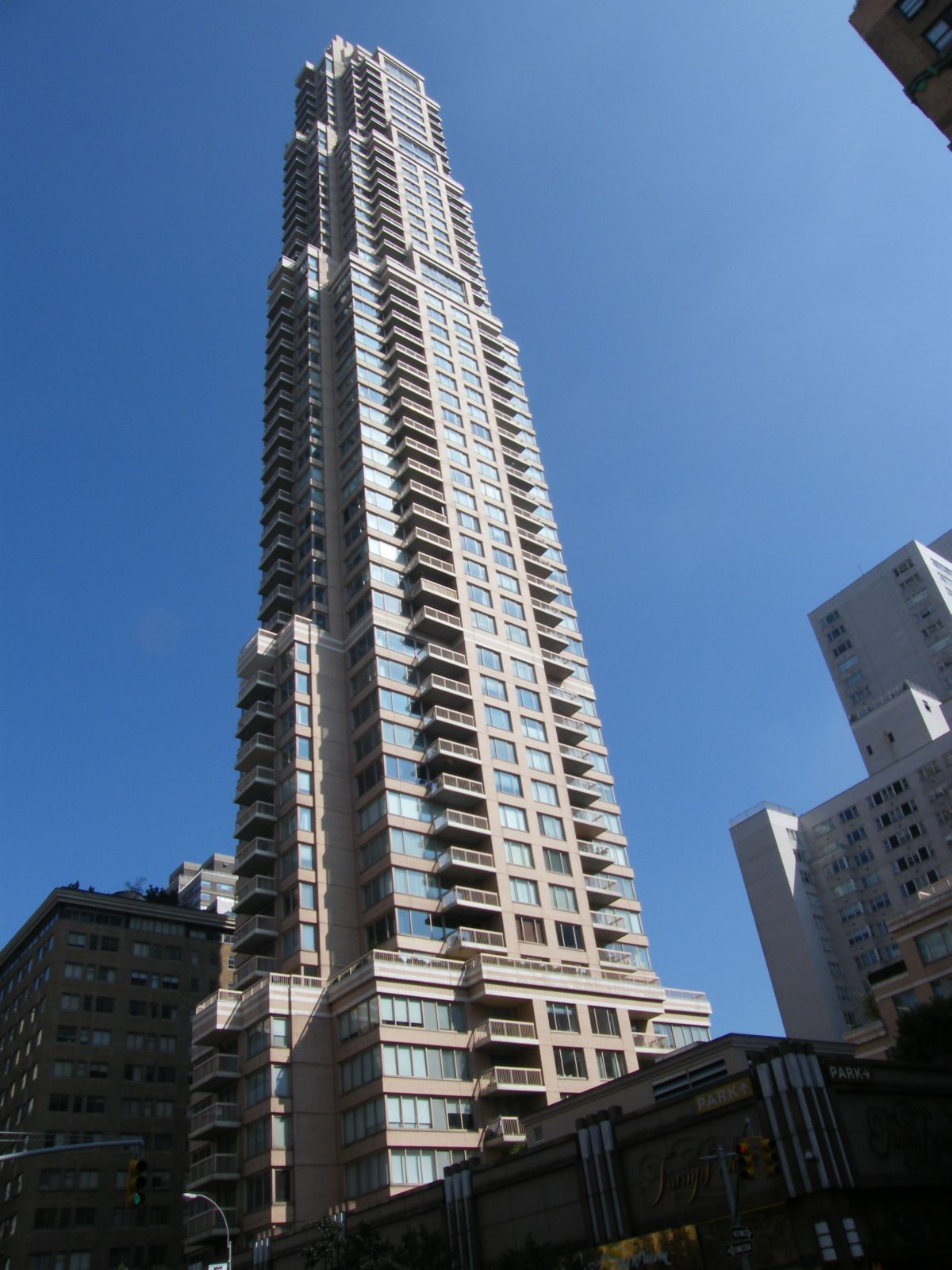
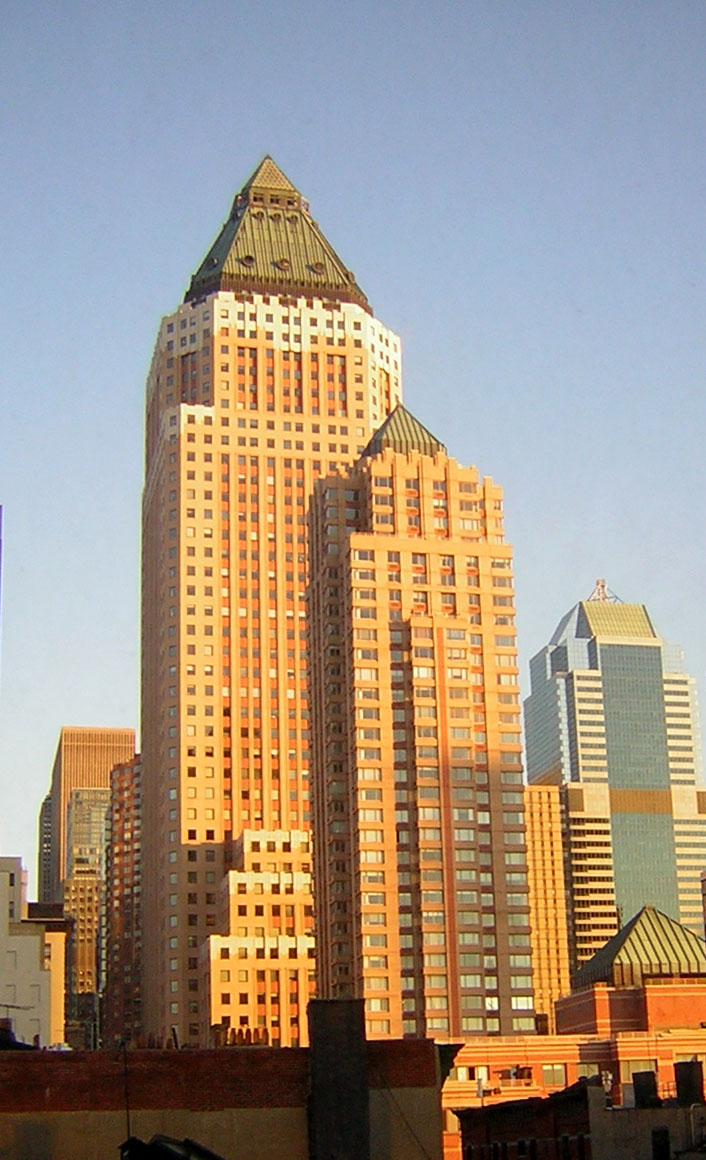
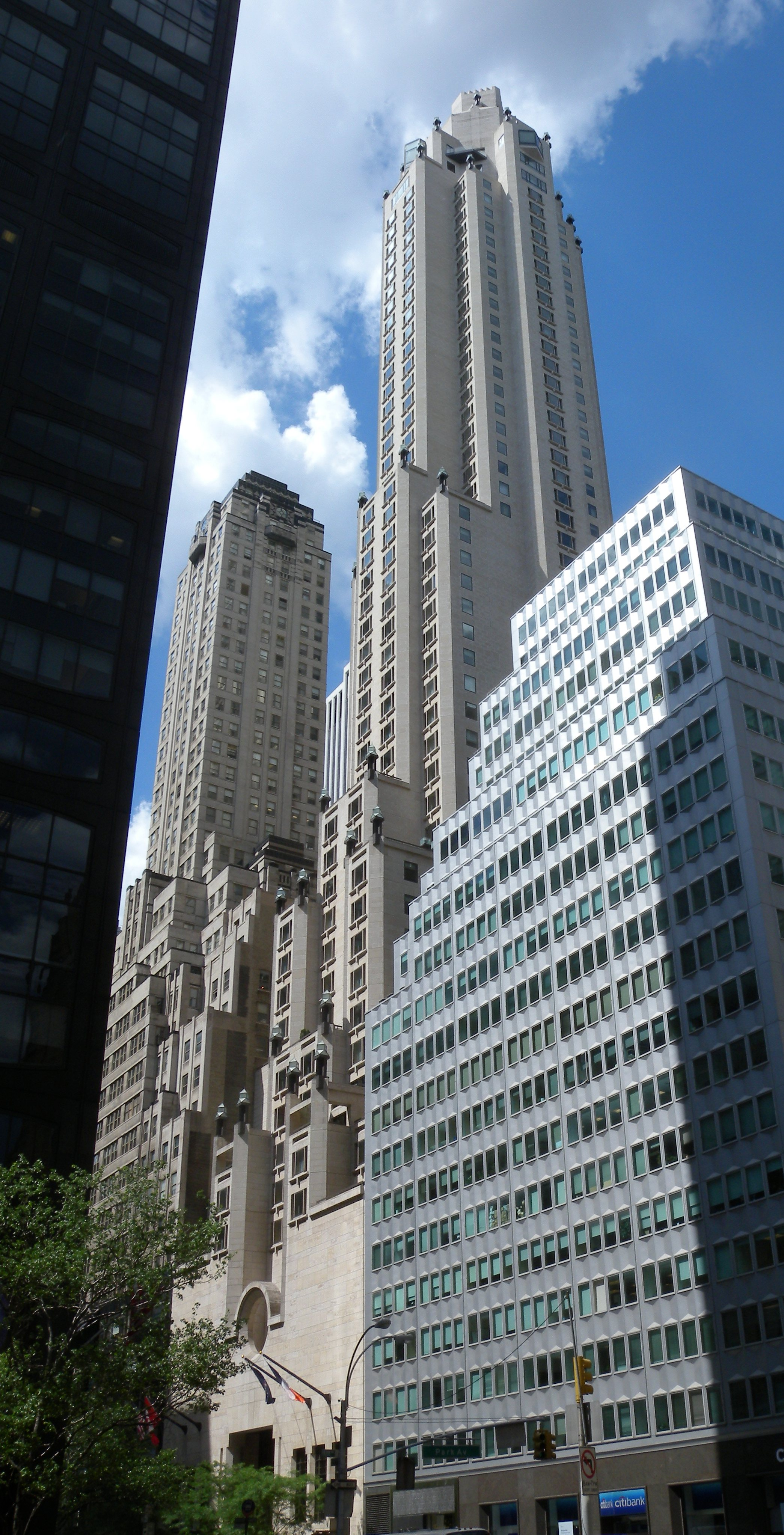
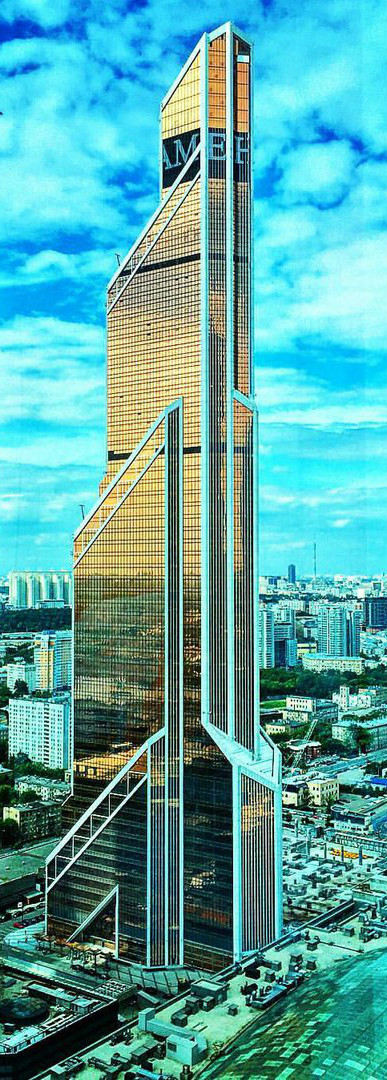